# Metrovacesa
Metrovacesa és una empresa espanyola dedicada al negoci immobiliari. La seva seu social està ubicada al Parc Metrovacesa Via Nord, al polígon industrial Carretera de Burgos, a Las Tablas, Madrid. La seva activitat es concentra a províncies com Madrid, Barcelona, València i Màlaga, on posseeix una important bossa de sòls per desenvolupar projectes residencials. Metrovacesa també duu a terme una activitat promotora de gestió de sòls que abasta des de la urbanització fins a la promoció i venda de sòl i habitatges localitzats en zones amb alta demanda a Espanya. El seu president no executiu és Ignacio Moreno i el seu conseller delegat, Jorge Pérez de Leza Eguiguren.